# Podul Faidherbe
Podul Faidherbe este un pod rutier peste cursul inferior al fluviului Senegal care leagă insula și orașul Saint-Louis din Senegal de litoralul Africii. Proiectul podului este semnat de societatea inginerului francez Émile Nouguier, fost partener al lui Gustave Eiffel. Podul, inaugurat în 1897, este cu tablier metalic format din grinzi cu zăbrele nituite. Podul are un total de 8 travee, o lungimea totală de 507,35 m și o lățime de 10,5 metri. Podul a fost afectat de rugină și a necesitat o reabilitare totală, care a început în 2007. Fiind considerat un monument istoric, reabilitarea podului a respectat concepția sa inițială.

## Situația înainte de realizarea podului
Orașul Saint-Louis, prima capitală a Africii Occidentale Franceze este situat pe o insulă din zona de vărsare a fluviului Senegal în Oceanul Atlantic. Un braț mic al fluviului separă insula de o limbă de pământ numită Langue de Barbarie, un cordon litoral de 40 de km lungime care se întinde de la Gokhoumbadj în nord până la Taré în sud. În această zonă sunt așezate suburbiile Guet Ndar și Ndar-Tout. Brațul principal al râului Senegal desparte Insula Saint-Louis de litoralul principal, pe care este situată suburbia Sor.
Până la jumătatea secolului XIX, accesul se realiza prin pirogi și alte tipuri de ambarcații. Trupele, caii și materialele armatei coloniale erau transportate cu ajutorul unor șalande. Animalele mai puteau ajunge în insulă de pe cordonul litoral, prin vadul „Bop Nkior”.
În 1858, Louis Faidherbe, guvernatorul Senegalului, a inaugurat bacul Bouetville, care putea transporta 150 de pasageri, precum și animale sau mărfuri. Bacul reușea să facă zilnic câte 10 traversări în fiecare sens, între răsăritul și apusul soarelui. Tarifele practicate la acea vreme erau de 5 centime pentru o persoană, 50 centime pentru un cal, un bou sau o cămilă și 2 franci pentru o căruță.
În mai puțin de un an s-a putut constata că acest sistem nu putea face față cerințelor, chiar după instalarea unui al doilea bac și punerea în funcțiune a unei șalupe pentru cazuri de urgență. În situații de furtună, bacurile erau antrenate spre ocean și ruperile lanțurilor halaj erau un accident frecvent, determinând întreruperi de peste o zi. De asemenea bacurile nu corespundeau cerințelor militare, deoarece nu permiteau deplasarea rapidă spre litoral a garnizoanei din oraș, în caz de atac.

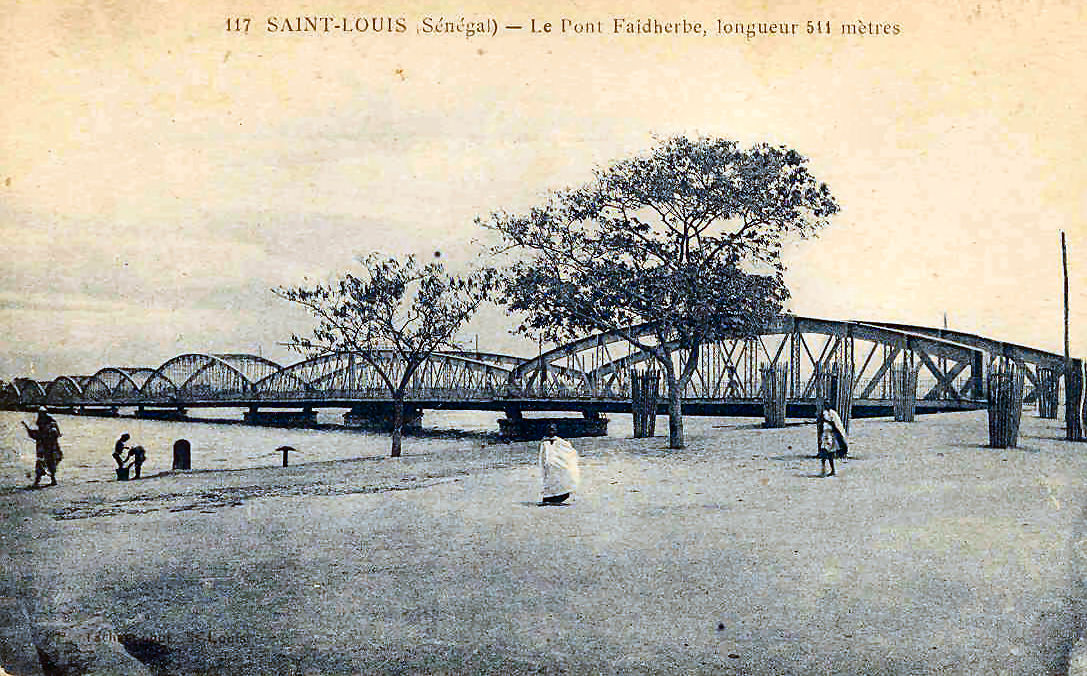
Carte poştală de epocă, prezentând o vedere generală a podului Faidherbe.

Ținând seama de aceste condiții, căpitanul de fregată, Robin, locțiitorul guvernatorului Louis Faidherbe, i-a solicitat prințului Jerôme Napoléon, Ministrul Algeriei și al Coloniilor, aprobarea de a construi un pod plutitor. Inaugurat la 2 iulie 1865, podul avea o lungime totală de 680 metri (din care partea plutitoare reprezenta 350 m) și o lățime de 4.0 m. Partea plutitoare era formată din 40 de pontoane metalice, care susțineau un tablier de lemn. Trei dintre pontoane puteau fi îndepărtate astfel încât să creeze o deschidere de 20 m lățime pentru navele care urcau pe fluviul Senegal. Podului i s-a dat numele de Podul Faidherbe printr-un decret al împăratului Napoleon al III-lea.
Darea în funcțiune în 1885 a căii ferate Saint-Louis — Dakar a mărit considerabil traficul peste pod. Calea ferată ajungea la  Soc, pe litoral, astfel încât toate mărfurile transportate între oraș și gară trebuiau să traverseze podul. Pentru a evita suprasolicitarea podului, un decret emis în același an limita la 1.500 kg. greutatea vehiculelor care traversau podul. Lățimea redusă a podului îngreuna încrucișările de vehicule pe pod. De asemenea, întreținerea podului era dificilă. O echipă de 16 muncitori era ocupată în permanență cu evacuarea apei infiltrate în pontoane, cu verificarea lanțurilor de ancorare și cu diferite lucrări de reparații. Deschiderea în fiecare zi a podului pentru trecerea navelor era și ea o operație delicată. În câteva ierni, podul a fost avariat de furtuni și scos din funcțiune pentru perioade de câteva zile. Cu toate aceste greutăți, podul a rămas în funcțiune timp de 32 ani, până în 1897 când a fost dezafectat.

## Promovarea construcției unui nou pod
În discursul de deschidere a Consiliului General al Coloniei Senegalului, guvernatorul Henri de Lamothe propunea adunării să analizeze contractarea unui împrumut care, pe lângă stingerea datoriei coloniei către metropolă, să permită și realizarea unor lucrări de dezvoltare a infrastructurii din Senegal.  Analizând această propunere Consiliul a aprobat contractarea unui împrumut de 5 milioane franci aur, o parte importantă din această sumă fiind destinată realizării unui pod metalic între Saint Louis și Soc. Împrumutul a fost aprobat prin decretul din 21 noiembrie 1892 al președintelui Franței Marie François Sadi-Carnot. Casa de Depuneri și Consignații a Franței a acceptat să acorde împrumutul cu o dobândă redusă de 4%.

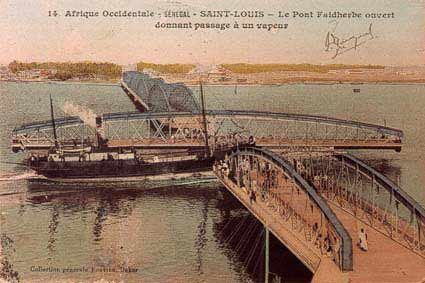
Carte poştală de epocă, cu traveea de navigaţie a podului Faidherbe deschisă în timpul trecerii unei ambarcaţiuni.

Licitația a fost organizată de Ministerul Coloniilor care a trimis în Senegal, pentru evaluare, cinci oferte. În urma examinării acestora, comisia pentru Podul Faidherbe a reținut două dintre ele:
- oferta firmei Nouguier, Kessler et Cie (condusa de Émile Nouguier, cunoscută anterior sub numele de firma Joly din Argenteuil)
- oferta Societății de construcții din Levallois-Perret (Société de Construction de Levallois-Perret), provenită din firma Gustave Eiffel)

Atât comisia pentru Podul Faidherbe cât și comisia tehnică din Paris, compusă din ingineri de renume, au propus adoptarea proiectului elaborat de societatea din Levallois-Perrier pe care îl considerau mai bine conceput. Pe de altă parte, șeful serviciului de lucrări publice din Senegal, cât și consilierul Jean-Jacques Crespin, membru al Consiliului General favorizau proiectul firmei Nouguier, Kessler et Cie, considerând soluția preferabilă din punct de vedere estetic. Ei au reușit să convingă Consiliul General, care în cele din urmă a votat pentru ca proiectului să fie adjudecat firmei Nouguier, Kessler et Cie pentru suma de 1,88 milioane franci aur, valoarea celor două propuneri fiind identică.
Această decizie este remarcabilă întâi pentru faptul că o comisie de nespecialiști dintr-o colonie a respins recomandările comisiei tehnice din Paris. În al doilea rând este faptul că s-a acordat o pondere mare criteriilor care nu erau de natură tehnică, în particular celor estetice.

## Mituri despre legătura dintre podul Faidherbe șipodul Regele Carol I
Despre realizarea podului Faidherbe există o serie de mituri, care se perpetuează până în prezent și care sunt repetate de multe din ghidurile turistice existente. Realizarea podului îi este adeseori atribuită lui Gustave Eiffel. În general se afirmă că partea metalică a podului Faidherbe ar fi reprezentat un dar al guvernului francez, care ar fi executat-o pentru a fi utilizată la podul peste Dunăre de la Cernavodă. Alte variante consideră că grinzile metalice fuseseră realizate pentru un pod peste Dunăre din Austro-Ungaria, unele surse indicând Viena sau Budapesta ca amplasament. În sfârșit, există variante care susțin că grinzile podului, care fuseseră executate pentru o destinație neprecizată, au eșuat în Senegal dintr-o monumentală eroare administrativă, iar autoritățile locale au profitat de accident pentru a construi un pod local.
Atât informațiile existente în România cu privire la podul Regele Carol I de la Cernavodă cât și rezultatele cercetătorilor din Franța demonstrează fără echivoc că miturile respective sunt o pură ficțiune. Confuzia se poate explica prin faptul că cele două poduri, de proporții similare, au fost executate în aceeași perioadă. În plus, firma Gustave Eiffel a fost implicată în proiectarea ambelor poduri, prezentând propuneri pentru ele, ceea ce permite ipoteza că o parte din calculele și desenele tehnice pentru podul de la Cernavodă să fi fost reutilizate.

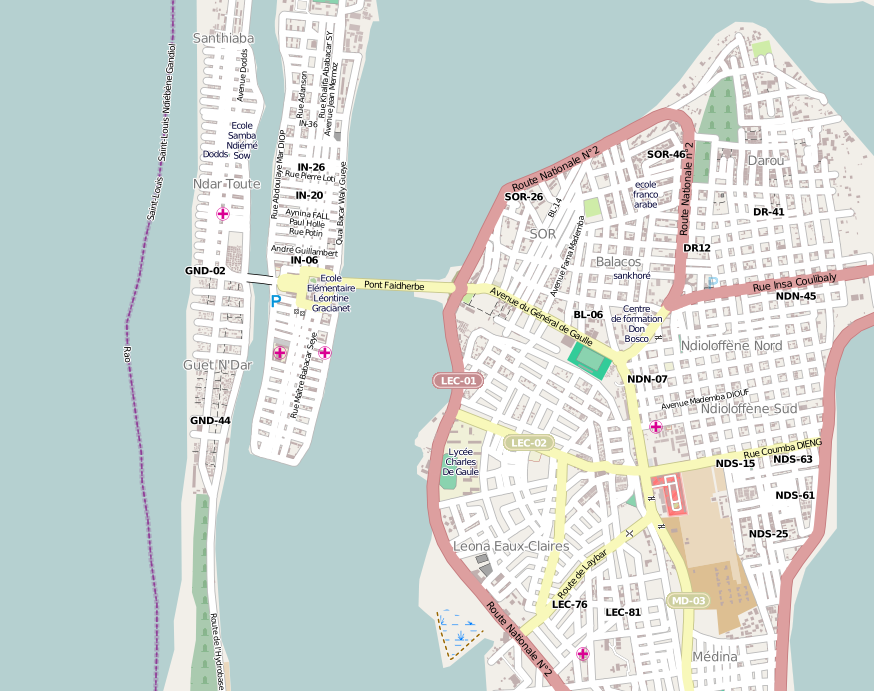
Planul oraşului Saint-Louis arătând amplasamentul podului Faidherbe.

În primul rând, guvernul român nu a finalizat niciodată contractul cu firma Gustave Eiffel sau cu vreo altă firmă din străinătate, luând hotărârea de a executa podul în regie proprie. Podul de la Cernavodă a fost integral realizat de români, concretizând proiectul lui Anghel Saligny, care a fost  de altfel și conducătorul lucrărilor de execuție a acestuia. În aceste condiții, fără a avea siguranța că va obține contractul, este cu totul improbabil ca o antrepriză din străinătate să fi executat întreaga suprastructură a podului. Pe de altă parte, în Austro-Ungaria nu există niciun amplasament unde să fie necesar un pod de mărimea podului Faidherbe. Chiar dacă vreo antrepriză ar fi executat suprastructura, aceasta ar fi fost proprietatea antreprizei și nu a statului francez, care nu avea niciun motiv de a cumpăra un pod de care nu avea nevoie și cu care nu știa ce să facă.
Firma care a câștigat contractul de execuție a podului nu a fost firma lui Gustave Eiffel iar motivul pentru care i s-a acordat contractul este tocmai concepția diferită a podului față de cea propusă de acesta. În aceste condiții este greu de imaginat că un inginer de nivelul lui Gustave Eiffel, care era patronul unei firme de construcții, să fi participat la proiectul unei firme concurente.
În sfârșit, toate elementele existente confirmă faptul că podul Faidherbe a fost finanțat printr-un împrumut contractat de guvernul coloniei și nu de metropolă, acest fapt constituind chiar un motiv de mândrie a administrației coloniale. Cu toate acestea miturile persistă, podul îi este în continuare atribuit lui Gustave Eiffel iar miturile, în diferitele lor variante sunt mereu transferate dintr-un ghid turistic în altul.

## Construcția podului metalic
Noul pod este cu tablier metalic format din grinzi cu zăbrele nituite. Podul are un total de 8 travee dintre care o travee de 42,95 m, 2 travee de 36,55 m și 5 travee de 78,26 m. Lungimea totală a podului este de 507,35 m, iar lățimea de 10,5 metri. Greutatea totală a tablierului este de 1.500 tone. A doua travee din spre orașul Saint Louis este mobilă, putându-se roti pentru a permite trecerea navelor în spre amonte, fluviul Senegal fiind navigabil pe cursul inferior pentru nave mici.

## Inaugurarea podului
O primă inaugurare a podului a avut loc cu ocazia sărbătorii naționale de 14 iulie 1897 în prezența guvernatorului coloniei Chabié. Panglica în zona de acces pe pod a fost tăiată de soția guvernatorului, după care oficialitățile s-au deplasat până pe traveea mobilă, care a fost deschisă pentru a permite trecerea vasului militar L’Ardent. Au fost trase câte 21 de lovituri de tun la răsăritul și apusul soarelui, în timpul zilei au avut loc o trecere în revistă a trupelor și s-au organizat diferite distracții printre care curse de cai și de măgari. Festivitățile s-au încheiat printr-o retragere cu torțe, cu o iluminare festivă a tuturor monumentelor publice din orașul Saint-Louis și cu focuri de artificii.
A doua inaugurare a avut loc la 19 octombrie 1897 în prezența lui André Lebon, primul ministru al coloniilor. Dintre discursurile rostite cu ocazia acestui eveniment,  este de remarcat cel al lui Léon d’Erneville, președintele Consiliului General al Coloniei, care a subliniat faptul că podul fusese finanțat exclusiv din resursele coloniei, fără sprijin din partea metropolei. De asemenea au urmat numeroase festivități.

## Lucrări recente de modernizare și reabilitare

Deteriorarea prin coroziune a grinzilor podului Faidherbe.

Cu toate meritele sale tehnice, podul Faidherbe s-a deteriorat în timp. În particular, partea metalică a suferit intens din cauza coroziunii, ajungând ca, după 100 de ani de la punerea sa în funcțiune să necesite o reabilitare urgentă.
Scopul lucrărilor era de a efectua lucrările de reparații necesare pentru a asigura ca podul să respecte normele contemporane de securitate, respectând în același timp caracteristicile sale care îi conferă rolul de patrimoniu istoric de interes mondial. Această cerință este justificată de faptul că UNESCO a înscris orașul Saint-Louis în patrimoniul universal al umanității. Podul Faidherbe face parte din elementele înscrise în acest patrimoniu.
Reabilitarea cu menținerea caracteristicelor podului este posibilă deoarece atât insula Saint Louis, cât și limba de pământ Langue de Barbarie sunt spații restrânse și protejate, astfel încât creșterea densității populației nu este acceptabilă. De aceea autoritățile senegaleze consideră că saturarea capacității de trafic a podului nu este probabilă într-un viitor previzibil. Soluția este tehnic posibilă din cauza stării bune în care se află pilele podului. Expertiza tehnică a arătat că două dintre travee pot fi restaurate, iar celelalte cinci trebuie reconstruite. Având în vedere proiectul de reamenajare a fluviului Senegal pentru navigație, s-a decis menținerea traveei turnante. Sunt prevăzute dispoziții constructive care să limiteze întreruperea traficului peste pod, care să garanteze siguranța utilizatorilor podului și care să limiteze influența ambientală asupra râului și a malurilor sale.

Lucrările de reabilitare sunt cofinanțate de Agenția Franceză pentru Dezvoltare (AFD) și de guvernul Senegalului. Lucrările de reabilitare au fost estimate la €19,4 milioane, din care €12,1 milioane vor fi suportate de AFD iar restul de €7,3 milioane de guvernul Senegalului. De asemenea au fost luate măsuri care să asigure fondurile necesare întreținerii ulterioare a podului prin crearea unui Fond Rutier Autonom. Începerea lucrărilor de reabilitare urmează să înceapă în anul 2007.